# Cornel Ene
Cornel Ene (sinh ngày 21 tháng 7 năm 1993) là một cầu thủ bóng đá người România thi đấu ở vị trí hậu vệ cho câu lạc bộ Liga I Juventus București.